# يانغي قوريليش
يانغي قوريليش هي بلدة في مقاطعة خطيرجي في ولاية نواوي في أوزبكستان.